# Conophyma spectabile
Conophyma spectabile är en insektsart som beskrevs av Sergeev 1984. Conophyma spectabile ingår i släktet Conophyma och familjen Dericorythidae. Inga underarter finns listade i Catalogue of Life.